# Rahowardiana wardiana
Rahowardiana wardiana ist eine von zwei Pflanzenarten aus der Gattung Rahowardiana innerhalb der Familie der Nachtschattengewächse (Solanaceae). Sie wurde 1973 erstbeschrieben.

## Beschreibung

### Vegetative Merkmale
Rahowardiana wardiana sind epiphytische oder halb-epiphytische, 2 m hohe Sträucher mit kräftigen Zeigen, die unregelmäßig verwinkelt sind und deren Rinde in pergamentartigen, glänzenden Scheiben abfällt. Die ganzrandigen, beinahe lederigen Laubblätter werden etwa 15 cm lang, sind umgekehrt eiförmig, an der Spitze kurz spitz zulaufend, die Basis ist abgestumpft. Die Blattfläche ist unbehaart, auf jeder Seite des hervortretenden Mittelnervs stehen vier oder fünf Nebennerven. Auf der Oberseite sind die Nebenvenen undeutlich zu erkennen, durch Trocknen treten sie an der Unterseite sehr deutlich hervor. Die kräftigen Blattstiele sind kaum vorhanden oder bis zu 15 cm lang, auf der Oberseite sind Kanäle ausgebildet. Die Blätter stehen wechselständig und sind zu drei- bis vierblättrigen Quirlen zusammengefasst.

### Blütenstände und Blüten
Die Blütenstände sind dichte, kugelförmige Rispen mit einem Durchmesser von 7 bis 15 mm. Die schlanken Blütenstiele sind 8 bis 15 mm lang, auffällig gefleckt. Es öffnen sich jeweils einige der Blüten zur gleichen Zeit. Der dunkelviolette, 3 bis 4 cm lange Kelch ist röhrenförmig, stark gewinkelt und an der Basis stark abgerundet. Die Kelchblätter sind nur ein kleines Stück oder aber bis fast zur Basis voneinander getrennt. Der obere Rand ist mit fünf Zähnen besetzt. Die gelbe Krone ist 3 cm lang, steht nur leicht aus dem Kelch hervor, ist leicht gebogen und grob fünfeckig. In der unteren Hälfte wird die Kronröhre enger. Die fünf Kronzipfel sind zurückgebogen und bilden eine deutlich zu sehende, enge „Kralle“, die senkrecht zur Blütenachse verläuft.
Die Staubblätter sind gleichgestaltig, die Staubfäden unbehaart, schlank und an der Basis der Kronröhre fixiert. Die Staubbeutel sind eng, fast linealisch, an der Spitze sind sie leicht verjüngt. Sie öffnen sich longitudinal, so dass sich die zurückgefalteten Wände der Theka auf der Rückseite berühren. Die Staubbeutel sind 8 bis 9 mm lang und ragen nicht über die Krone hinaus.
Der aufsitzende Fruchtknoten ist fünflappig und zweikammerig, zieht sich nach oben schnell zu einer zweilappigen Griffelbasis zusammen. Die Plazenten sind etwas wuchernd und wachsen bis in die Griffelbasis. Die Samenanlagen sind schlank, zylindrisch, aber um etwa 15 bis 25° gebogen. Der Griffel ist schlank und unbehaart, die Narbe ist klein und unauffällig zweilappig, auch sie steht nicht über die Krone hinaus.

### Früchte
Am Typusexemplar waren keine reifen Früchte zu finden, die unreifen Früchte erreichten in der Länge die Kelchspitzen, waren eng konisch, mit einer schlanken, verlängerten Spitze.

## Vorkommen
Das Typusexemplar wurde in der Nähe von La Mesa (Panama) in einer Höhe von 800 bis 860 m gefunden.

## Unterscheidung zu anderen Arten
Die Art unterscheidet sich zur einzigen weiteren Art der Gattung Rahowardiana globifera durch die deutlich kleineren Blütenstände, schwächere Äste, längere Blütenstiele, kleinere Kelche und den gelben statt weißen Blüten, sowie den größeren Früchten.

## Etymologie
Das Art-Epitheton ehrt Daniel Bertram Ward (* 1928), Professor für Botanik an der University of Florida.